# 5685 Саненобуфукуй
5685 Саненобуфукуй (5685 Sanenobufukui) — астероїд головного поясу, відкритий 8 грудня 1990 року.
Тіссеранів параметр щодо Юпітера — 3,306.
Названо на честь Саненобу Фукуй (яп. さねのぶ・ふくい(福井実信) саненобу фукуй).